# Kromosom 18
Kromosom 18 är ett av de 23 kromosomparen hos människor. Människor har normalt två kopior av detta kromosom. Kromosom 18 sträcker sig över cirka 78 miljoner baspar (byggmaterialet för DNA), och representerar mellan 2,5 procent av det totala DNA:t i cellerna. Kromosom 18 har 270 proteinkodande gener.

## Sjukdomar och tillstånd som är associerade med förändringar i kromosom 18:[2]
Distal 18q deletionssyndrom:
   - *Beskrivning:* Förlust av en del av den långa (q) armen på kromosom 18.
   - *Symtom:* Försenad utveckling, inlärningssvårigheter, kort längd, svag muskelton (hypotoni), fotavvikelser, och andra varierande drag.
Proximal 18q deletionssyndrom:
   - *Beskrivning:* Förlust av en del av den q-armen på kromosom 18, nära centrum av kromosomen.
   - *Symtom:* Försenad utveckling, intellektuell funktionsnedsättning, epileptiska anfall, beteendeproblem, och karakteristiska ansiktsdrag.
Tetrasomi 18p:
   - *Beskrivning:* Förekomst av en onormal extra kromosom, kallad en isokromosom 18p, i varje cell.
   - *Effekt:* Varje cell har fyra kopior av den korta (p) armen på kromosom 18, vilket leder till intellektuell funktionsnedsättning, försenad utveckling, och andra karakteristiska drag.
Trisomi 18:
   - *Beskrivning:* Varje cell i kroppen har tre kopior av kromosom 18 istället för de vanliga två, vilket leder till allvarlig intellektuell funktionsnedsättning och multiple missbildningar.
   - *Varianter:* Mosaik trisomi 18 (extra kopia i endast vissa kroppsceller) och partiell trisomi 18 (extra kopia av endast en del av kromosom 18).
Partial monosomi av kromosom 18p (18p-):
   - *Beskrivning:* En del av den korta (p) armen på kromosom 18 saknas.
   - *Symtom:* Kort längd, rund ansiktsform, stora öron, förkortat avstånd mellan näsan och munnen (philtrum), hängande ögonlock (ptosis), och mild till måttlig intellektuell funktionsnedsättning.
Ringkromosom 18:
   - *Beskrivning:* En cirkulär struktur bildad när kromosom 18 bryts i båda ändar och de brustna ändarna förenas för att bilda en ring.
   - *Symtom:* Intellektuell funktionsnedsättning, ovanligt litet huvud (microcephaly), brett isärstående ögon (hypertelorism), lågt placerade öron, och talproblem.